# 濱嶌瑞樹
濱嶌 瑞樹（はまじま みずき、1988年5月15日 - ）は、日本の元子役・元俳優。愛知県大府市出身。

## 来歴・人物
- 舞夢プロ 名古屋事務所に所属していた。[1]
- 身長175cm, 体重70kg。[1]
- 2007年当時の趣味はサッカー、特技はバスケットボール・手品。[1]
- テレビドラマ『キッズ・ウォー』シリーズでは、比較的台詞の少ない脇役ではあったものの、全シリーズにおいて茜のクラスメイトの1人・良太役として出演していた。尚、キャストを一新した2005年放映の『新キッズ・ウォー』でも不良役でゲスト出演を果たしている。
- 2008年頃に芸能界を引退したとみられ、その後は暫く手品師として活動。[2]
- 2012年12月〜2013年1月の時点では、愛知県岡崎市内の結婚式場[2]やゲストハウス[3]で料理人として勤務していた。

## 出演作品
テレビドラマ
- キッズ・ウォー（CBC, 1999年8月2日 - 9月24日）- 黒木 良太 役
- キッズ・ウォー2（CBC, 2000年5月29日 - 7月28日） - 黒木 良太 役
- キッズ・ウォー3（CBC, 2001年7月30日 - 9月28日）- 黒木 良太 役
- エスパー魔美（NHK, 2002年1月5日 - 3月23日）- 村田 健 役
- キッズ・ウォー4（CBC, 2002年9月30日 - 11月22日）- 山下 良太 役
- キッズ・ウォー5（CBC, 2003年7月28日 - 9月26日）- 山下 良太 役
- 新キッズ・ウォー（CBC, 2005年8月1日 - 9月30日）- 不良 役

VP
- サークルK